# Halomon
Halomon ist eine chemische Verbindung, die zur Gruppe der halogenierten Monoterpene gehört und eine ausgeprägte und selektive toxische Wirkung auf Tumorzellen besitzt. Da sie in Rotalgen vorkommt, zählt sie zu den sekundären Pflanzenstoffen.

## Geschichte, Vorkommen, Herstellung
Halomon wurde 1992 zusammen mit weiteren halogenierten Monoterpenen in der Rotalge Portieria hornemannii entdeckt.
Die Extraktion von Halomon aus der Rotalge erweist sich als sehr aufwendig und wenig erfolgversprechend, da nicht alle Stämme dieser Alge Halomon produzieren, und es auch innerhalb eines Stammes zu starken Schwankungen in der Halomonproduktion kommt. Zur Extraktion von ungefähr 400 mg Halomon benötigt man daher circa 2 bis 4 kg dieser filigranen Rotalge. Neben dem Halomon fallen bei der Extraktion jedoch noch andere strukturverwandte Verbindungen an, von denen einige ebenfalls eine starke toxische Wirkung auf Tumoren zeigen.
In den Jahren 1997 bis 2000 wurden mehrere Synthesewege zur Halomonstruktur beschrieben.

## Pharmakologie
Halomon gehört zu den wenigen Substanzen, die bei allen 60 Tumorzelllinien des National Cancer Institute eine toxische Wirkung zeigt. Während Leukämie und Melanoma-Zelllinien weniger empfindlich sind, zeigen Gehirn-, Nieren- und Darmkrebszellen eine bis zu hundertfach höhere Ansprechrate.